# 肖金镇
肖金镇，是中华人民共和国甘肃省庆阳市西峰区下辖的一个乡镇级行政单位。

## 行政区划
肖金镇下辖以下地区：
肖金村、三不同村、小寨村、张庄村、老山村、芮岭村、贺咀村、米王村、李城村、王庄村、脱坳村、胡同村、杨咀村、上刘村、南李村、左咀村、纸坊村和双桐村。